# Huérfanos de Ajmátova
Los Huérfanos de Ajmátova (en ruso: Ахматовские сироты) fue un grupo de cuatro poetas rusos del siglo XX — Joseph Brodsky, Yevgeny Rein, Anatoly Naiman, y Dmitri Bobyshev — que se reunieron como acólitos alrededor de la poeta Anna Ajmátova, a cuyo amparo escribieron y se internaron en sus primeras indagaciones estéticas. Ella los llamó su «coro mágico», pero después de su muerte, se los conoció de esta manera.